# Haruki Umemura
Haruki Umemura (født 14. maj 1995) er en japansk fodboldspiller.
Han har spillet for flere forskellige klubber i sin karriere, herunder Kataller Toyama.